# El inquisidor (película de 1975)
El Inquisidor es un film de terror dirigido por Bernardo Arias. 

## Argumento
Una serie de misteriosos asesinatos de jóvenes señoritas en la ciudad de Lima es investigada por la policía local. Lo curioso del caso es que las chicas son quemadas vivas... El asesinato de un chofer con una vieja arma medieval, una daga en forma de cruz, pone en guardia a los investigadores: El Santo Oficio ha vuelto...

## Reparto
- Duilio Marzio - Dr. Carlos Herrera
- María Aurelia Bisutti - Marga
- Elena Sedova - Susana
- Jorgelina Aranda - Marcela
- Pablo Fernández - Fernando del Solar
- Hernando Cortés - Inspector
- Olga Zubarry - Amalia
- Soledad Mujica
- Eduardo Cesti - Agente policial
- Rosalinda Bocanegra
- Ruth Razzeto
- Guillermo Padburr
- Guillermo Campos - Secuaz
- "Gutapercha"
- Zulaika
- Valerio Franco
- Julián Favre
- Mario Savino - Esteban, el mucamo
- Roberto Ronet
- José Velázquez
- Flavio López
- Roberto Reid
- Juan Moy
- Vita Vani
- Helena Huambos
- Antonia Ceballos
- Helí Miñano
- William Cornejo
- Jorge Cáceres
- Lucio Gálvez
- Francisco Herazo
- Dorremori Fernández

## Comentarios
Es notable por su escenas de sexo y torturas, fue prohibido por la censura argentina en 1975 y solo llegó a verse una década después con el título El fuego del pecado. Fue editada en VHS y proyectada en TV. Se proyectó en el IV festival Buenos Aires Rojo Sangre en 2003.